# 김명규 (야구 선수)
김명규(1981년 3월 3일 ~ )은 전 KBO 리그 야구 선수의 내야수이다.

## 출신학교
- 원주고등학교
- 경희대학교 (2001학번)